# Mark Philippoussis
Mark Philippoussis (Mark Anthony Philippoussis), född 7 november 1976 i Melbourne i Australien, är en högerhänt före detta professionell tennisspelare.

## Tenniskarriären
Mark Philippoussis blev professionell tennisspelare på ATP-touren år 1994. Han har till augusti 2006 vunnit 11 singel- och 3 dubbeltitlar. Han har spelat 8 singelfinaler ytterligare, inklusive 2 i Grand Slam (GS) -turneringar. Som bäst rankades Philippoussis på 8:e plats i singel (19 april 1999) och på 18:e plats i dubbel (8 november 1997). Han har spelat in 6 956 832 US dollar i prispengar. 
År 1996 nådde han fjärde omgången i Australiska öppna efter att ha besegrat Pete Sampras i tredje omgången. I oktober samma år vann han sin första singeltitel på ATP-touren (Toulouse) efter finalseger över svensken Magnus Larsson (6–1 5–7 6–4). 
Säsongen 1997 spelade Philippoussis bra och vann 3 singeltitlar. År 1998 vann han en titel, men han nådde det året sin första final i en GS-turnering, US Open. Han förlorade finalen mot landsmannen Patrick Rafter (3–6, 6–3, 2–6, 0–6). Året därpå, 1999, vann han 2 titlar och rankades för första gången bland de 10 bästa spelarna i singel och nådde för andra året i rad kvartsfinalen i Wimbledonmästerskapen. Under den matchen drabbades han av en knäskada som tvingade honom att bryta matchen. Skadan, som åtgärdades kirurgiskt, tvingade honom till speluppehåll under stora delar av höstsäsongen. Vid årsslutet var han ändå rankad bland de 20 bästa.
År 2000 nådde han 4:e ronden i Australiska öppna, som han förlorade till Andre Agassi. Mot honom förlorade han också kvartsfinalen i Wimbledon. Under året vann han 1 singeltitel vilket han gjorde också året därpå (2001). Han genomgick under 2002 3 knäoperationer och var borta från touren under stora delar av säsongen. Nästa säsong, 2003, var han tillbaka i god form och vann 1 titel. Han nådde också finalen i Wimbledon, som han dock förlorade till Roger Federer (6–7, 2–6, 6–7). Under ett tidigare möte mot Andre Agassi i samma turnering satte han ett nytt turneringsrekord med 46 serve-ess under en och samma match. Philippoussis vann inga titlar de följande säsongerna, men vann i juli 2006 titeln i Newport efter finalseger över Justin Gimelstob. 
Mark Philippoussis deltog i Australiens Davis Cup-lag åren 1995–97, 1999–2000 och 2003–04. Han har totalt spelat 22 matcher av vilka han vunnit 13. Han spelade stor roll för Australiens cupseger år 2003 mot Spanien. I ett förstarondsmöte mot Sverige år 2004 förlorade Philippoussis sina 2 singelmatcher mot Thomas Enqvist (3–6, 4–6, 2–6) och Jonas Björkman (5–7, 2–6, 2–6). Han har därefter inte spelat i Davis Cup.

## Spelaren och personen
Mark Philippoussis är visserligen född i Australien, men eftersom hans föräldrar är av grekisk härkomst betraktar han sig inofficiellt som både australier och grek. Han är för närvarande bosatt i Kalifornien.
Från 6 års ålder tränades han av sin far, Nick Philippoussis och senare, under en period som junior, av Wimbledonmästaern Pat Cash. Hans spelstil är utpräglat aggressiv, den 195 cm långe Philippoussis slår varje grundslag som en potentiell vinnare, och han anses ha de hårdaste grundslagen någonsin på proffstouren. Hans serve är mycket hård och svårreturnerad. 
År 1998 utsågs Philippoussis till den sexigaste idrottsmannen i den amerikanska tidskriften People. Han har också arbetat som manlig modell. 
Sedan juni 2005 är han förlovad med modellen Alexis Barbara.
Mark medverkade som bachelor i TV-serien Age of Love, som sändes under 2008 i Sverige.

## Grand Slam-finaler, singel

### Finalförluster (Runner-ups) (2)
| År   | Mästerskap | Finalmotståndare | Setsiffror         |
| ---- | ---------- | ---------------- | ------------------ |
| 1998 | US Open    | Patrick Rafter   | 3–6, 6–3, 2–6, 0–6 |
| 2003 | Wimbledon  | Roger Federer    | 6–7, 2–6, 6–7      |

## Titlar

### Singel (11)
- 1996 - Toulouse
- 1997 - Scottsdale, München, Queens
- 1998 - Memphis
- 1999 - San José, Indian Wells
- 2000 - San José
- 2001 - Memphis
- 2003 - Shanghai
- 2006 - Newport

### Dubbel (3)
- 1995 – Kuala Lumpur, Hong Kong
- 1997 – London